# Microdigital TK-85
Microdigital TK-85 (TK-85) је кућни рачунар фирме Microdigital који је почео да се производи у Бразилу током 1983. године.
Користио је Zilog Z80 A микропроцесорску јединицу а RAM меморија рачунара је имала капацитет од 16 KB до 48 KB. 
Био је клон рачунара Sinclair ZX81.

## Детаљни подаци
Детаљнији подаци о рачунару TK-85 су дати у табели испод.
|                       |                                                                     |
| [ 1 ]                 |                                                                     |
| Произвођач            |                                                                     |
| Тип                   | кућни рачунар                                                       |
| Меморија              | 16 до 48 KB                                                         |
| Поријекло             | Бразил                                                              |
| Година                | 1983                                                                |
| Тастатура             | 40-тастера, QWERTY гумена тастатура са све до 5 функција по тастеру |
| Процесор              |                                                                     |
| Фреквенција процесора | 3,25                                                                |
| RAM                   | 16 до 48 KB                                                         |
| ROM                   | 10 KB                                                               |
| Текст                 | 32 стубова x 24 линије                                              |
| Графика               | 64 x 44 тачака                                                      |
| Боја                  | једна боја                                                          |
| Звук                  | 4 гласа (AY-8912)                                                   |
| Димензије             | 23 (ширина) x 14 (дубина) x 3 (висина) / 500 g                      |
| Портови               |                                                                     |
| Оперативни систем     |                                                                     |